# Linognathus bedfordi
Linognathus bedfordi – gatunek wszy należący do rodziny Linognathidae, pasożytujący na springboku (Antidorcas marsupialis). Powoduje chorobę wszawicę. 
Samiec długości 1,25 mm, samica 1,5 mm. Są silnie spłaszczona grzbietowo-brzusznie. Samica składa  jaja zwane gnidami, które są mocowane specjalnym „cementem” u nasady włosa. Rozwój osobniczy trwa po wykluciu się z jaja około 14 dni.
Pasożytuje na skórze owłosionej głównie na powłokach brzusznych, głowie, szyi i okolicach nasady ogona. W przypadku silnego opadnięcia może występować na całym ciele. Występuje na terenie Afryki w Namibii i Republice Południowej Afryki.